# Contadino che suona la gironda a una donna e un bambino
Contadino che suona la gironda a una donna e un bambino è un dipinto di Nicolaes Berchem. Eseguito nel 1658, è conservato nella National Gallery di Londra.

## Descrizione
La scena bucolica è ambientata in uno scorcio di campagna italiana, come abituale in molte opere di Berchem, fra i più noti italianates.